# HD 161701
HD 161701，又名BD-14 4770，SAO 160822、HR 6620，是一颗恒星，视星等为5.94，位于銀經12.44，銀緯6.93，其B1900.0坐标为赤經17h 41m 54.5s，赤緯-14° 6.93′ 18″。